# شيترا نارايانان

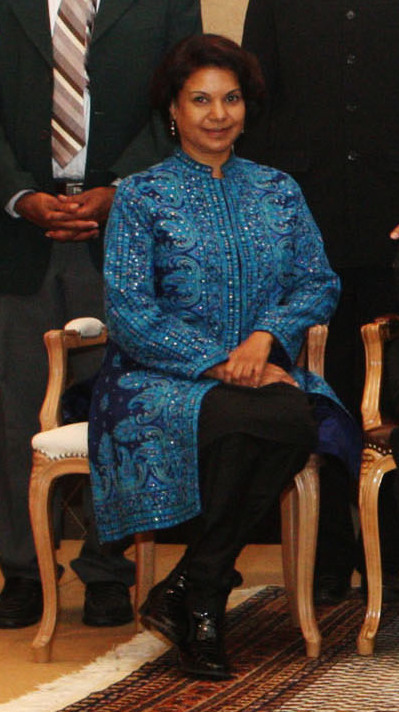
شيترا نارايانان عام 2011

شيترا نارايانان (بالإنجليزية: Chitra Narayanan) هي دبلوماسية من الهند. شغلت منصب ضابطة في الخدمة الخارجية الهندية وسفيرة للهند في ست دول.

## المسيرة المهنية
بدأت شيترا حياتها المهنية كصحفية في معهد الصحافة الهندي. كانت المؤسس والمحرر الأول والمشارك في نشر مجلة ذا بوك ريفيو، وهي أول مجلة ناطقة بالإنجليزية في الهند مخصصة للكتب. انضمت إلى الخدمة الخارجية الهندية في سن السادسة والعشرين، عام 1978. شغلت منصب نائب مدير معهد الخدمة الخارجية بين عامي 1988 و1991. عملت زميلة في معهد الدراسات المعاصرة بمتحف ومكتبة نهرو في نيودلهي من عام 1995 إلى عام 2000. شغلت منصب سفيرة الهند لدى السويد ولاتفيا (2001–2005)، وتركيا (2005–2008)، وسويسرا وليختنشتاين (2008–2013)، والكرسي الرسولي (الفاتيكان) (2009–2013). وهي زميلة مشاركة في مركز جنيف للسياسات الأمنية ومديرة دورة تنفيذية حول «الدبلوماسية الإبداعية» التي تدرّس القيادة الإبداعية ومهارات اتخاذ القرار ذات الصلة بتحديات العصر.

## الحياة الشخصية
شيترا هي ابنة الرئيس الهندي الأسبق كي آر نارايانان وأوشا نارايانان. وبسبب طبيعة عمل والدها كضابط في الخدمة الخارجية الهندية، التحقت بمدارس في مناطق مختلفة من العالم، بما في ذلك لندن وأستراليا، ومدرسة داخلية في جبال الهيمالايا، ونيودلهي. كما تلقت تعليمها المنزلي لمدة عام ونصف في هانوي. أكملت دراستها الجامعية في العلوم السياسية، ودراستها العليا في العلاقات الدولية متخصصة في السياسة الصينية في جامعة دلهي. لديها ابنة تُدعى شاندريكا، وهي كاتبة ومديرة فنون تعيش في دبلن، ولديها أخت تُدعى أمريتا تعيش في بون.